# Did It Again (canção de Kylie Minogue)
"Did It Again" é uma canção da artista musical australiana Kylie Minogue, contida em seu sexto álbum de estúdio Impossible Princess (1997). Foi composta por Kylie Minogue, Steve Anderson e Dave Seaman, sendo produzida pelos dos últimos em conjunto com Alan Brenmer, que juntos formam o Brothers in Rhythm, com a artista encarregando-se da produção vocal. Na época da emissão do disco, a mídia suspeitou que a cantora estivesse com anorexia. A cantora negou os boatos e escreveu a faixa como resposta, também para os motivos dos tabloides estarem publicado coisas sobre sua vida pessoal e pelo mal desempenho de "Some Kind of Bliss", primeira faixa de trabalho do disco. Mais tarde, a obra foi reescrita por Anderson e Seaman, contendo, segundo a cantora, um "significado diferente".
O tema foi emitido em CD, fita cassete e VHS simultaneamente em 24 de novembro de 1997, servindo como o segundo single do disco. Musicalmente, "Did It Again" é uma canção derivada do pop rock que contém instrumentação através de guitarras e bateria. Liricamente, o tema fala sobre sua auto-consciência e auto-ódio, incorporando a si mesma nas letras da faixa quando ela não aprende com seus erros passados. As análises pelos críticos de música contemporânea foram positivas, com alguns críticos elogiando a composição e realçando esta como uma faixa de destaque. Comercialmente, teve um desempenho baixo, tendo como melhor posição a 15ª posição na ARIA Charts e sendo certificada ouro pela Australian Recording Industry Association (ARIA). Na UK Singles Chart, teve como melhor colocação a décima quarta.
O videoclipe correspondente foi dirigido por Petro Romanhi, e apresenta quatro clones de Minogue em diferentes roupas e lutando umas com as outras; o conceito veio logo após o diretor e Minogue verem artigos e revistas, publicados entre os anos 80 e 90, dando rótulos a cantora. A recepção em relação ao vídeo foi positiva, com críticos citando a "brilhante" satirização das personagens e tendo suas respectivas roupas utilizadas exibidos em museus da Austrália e Reino Unido e recebendo o prêmio australiano do MTV Video Music Awards de 1998. Para sua divulgação, a cantora apresentou-a no programa televisivo The National Lottery Live e incluiu-a no repertório de sua turnê Intimate and Live Tour (1998). Além disso, a composição foi incluída em diversas compilações de grandes sucessos da artista, como na Hits+ (2000) e na Ultimate Kylie (2004).

## Antecedentes e desenvolvimento
"É um pouco de música de uma menina, comigo dizendo a mim mesma e nunca aprendendo a lição, especialmente com os homens. Ela [a própria Minogue] está a me olhar nos olhos e dizer 'Sua boba, pare de ser muito inteligente e [com] excesso de neuroticismo'."

—Minogue numa entrevista com a revista Company sobre a canção.

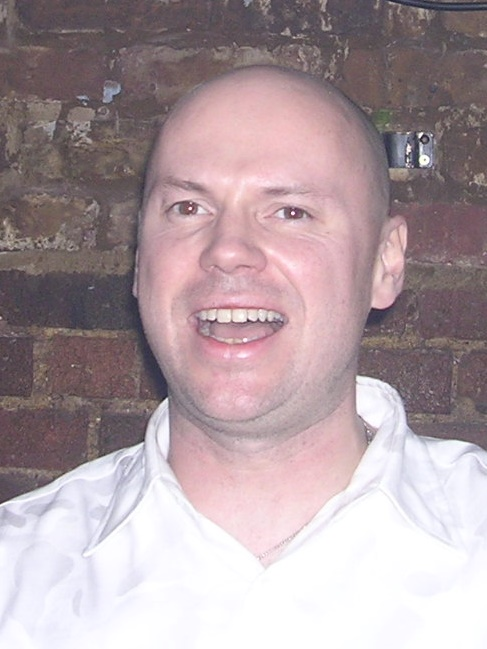
O produtor Dave Seaman trabalhou na faixa tanto na produção quanto tocou uma das guitarras utilizadas.

Em 1992, depois de tablóides britânicos acusarem sua equipe de criação, dizendo que sua música era "barata" e "datada" para outros artistas no rótulo, a cantora deixou a PWL com sede em Londres. Ela tinha assinado um contrato de três álbuns com o rótulo dance britânico Deconstruction em 1992, e lançou seu primeiro álbum auto-intitulado através desta em setembro de 1994, o qual recebeu recepção mista dos críticos de música. No ano posterior, Minogue começou a ter uma relação pessoal com o fotógrafo francês Stéphane Sednaoui, e juntos eles embarcaram em uma série de viagens através dos Estados Unidos e do Sudeste Asiático. Depois das viagens, Minogue começou a trabalhar em seu sexto álbum, sendo influenciada pelos trabalhos de Björk e Shirley Manson, além das bandas Garbage, Towa Tei e U2.
Ainda em 1997, a mídia suspeitou que a cantora estivesse com anorexia; ela negou os boatos e escreveu "Did It Again" como resposta. A canção foi originalmente intitulada "Clever Girl (Did It Again)", com a artista começando a escrever a faixa enquanto os tabloides ingleses publicavam rumores sobre sua vida pessoal, e após a fraca recepção que o primeiro single de Impossible Princess, "Some Kind of Bliss", recebeu. No entanto, ela reescreveu os versos originais juntamente com Anderson e Seaman, com Minogue dizendo que, após alterações, a faixa teve um "significado diferente". Ela também comentou que "algumas das canções de Impossible Princess estão perto do coração, mas essa música era uma voz no meu ombro".

## Composição e recepção crítica
"Did It Again" foi gravada no Real Word, localizada em Sarm West e no DMC Studios localizado na Inglaterra, sendo mixada por Alan Bremnar no Real World. Greg Bone, Dave Seaman e Anderson tocaram as guitarras, com Anderson também tocando a bateria e o teclado. Produzida por Brothers in Rhythm e tendo a produção vocal por Minogue, "Did It Again" é uma faixa pop rock. Michael Dwyer, da revista Western Australia, comentou sobre a saída de Minogue da dance music e do bubblegum pop e sua maturidade desde seu trabalho com Stock, Aitken e Waterman, afirmando que "'Some Kind Of Bliss' e 'Did It Again' já provaram que a nossa Kylie tem mais truques na manga, desta vez a qual Stock, Aitken e Waterman sempre sonharam e seu sexto álbum dá cordas para sua reverência cuidadosamente cultivada". O escritor inglês Sean Smith, autor de Kylie (2014), comentou que "Did It Again" foi outra faixa, juntamente com "I Don't Need Anyone", de Impossible Princess que "realmente não soou como Kylie". Ele comparou de longe que "Did It Again" foi "uma mistura de bateria e guitarra elétrica que pode ter sido o caminho para o famoso álbum Revolver, dos The Beatles". Revisando seu álbum de compliação Greatest Hits 87–97 (2003), Michael Paoletta, da revista Billboard, viu a composição como um rock progressivo.
A faixa recebeu análises positivas dos críticos de música. MacKenzie Wilson, da Allmusic, selecionou "Did It Again" como um destaque de sua compliação Hits+. Jack Foley, da Indie London descreveu o tema como uma das "gravações mais vendidas" de Minogue que "continuam a encher as pistas de dança apesar de ser implacavelmente desempenhado em seu auge". Darrin Farrant, da The Age, disse: "o melhor de Impossible Princess foi claramente 'Did It Again', Minogue sorrindo e suportando, a multidão se junta a ela para cantar cada palavra". Um revisor da revista Music Week premiou "Did It Again" com três estrelas de cinco, declarando que os vocais de Minogue "tomam uma beira mal-humorada", mas que "não são fortes o suficiente para fazerem muito melhor do que o desempenho modesto de 'Some Kind of Bliss'". Natasha Tripney, da musicOMH, disse: "Did It Again relembra você em seu valente, mas descontroladamente calcula a mal tentativa de se transformar em Indie Kylie circa 1997, apenas realmente servindo para destacar as limitações de sua voz neste processo". Michael R. Smith, da Daily Vault, sentiu que a faixa representa o álbum "perfeitamente" e rotulou-a como "jóia oculta". Smith sentiu que a obra foi "outra canção menosprezada" do álbum Impossible Princess e rotulou isto como um "indie clássico". No final de 1997, "Did It Again" foi posicionada na 81ª posição da anual Triple J Hottest 100. No ARIA Music Awards de 1998, foi indicado para "Single of The Year", mas perdeu para o single "Torn", de Natalie Imbruglia.

## Videoclipe

### Desenvolvimento
Um videoclipe acompanhante foi dirigido por Petro Romanhi, sendo gravado em Londres, na Inglaterra. Foi filmado durante um período de dois dias, sendo necessário gravar cada personagem individualmente. Minogue e seu colaborador de longo prazo e amigo, William Baker, desenharam as roupas para cada clone: Sex Kylie, Cute Kylie, Indie Kylie, e Dance Kylie. Cada clone representa uma diferente aparência e persona; Baker descreveu Sex Kylie como uma "drag queen" com uma atitude de "vadia" e aparência de "piranha". Dance Kylie tem, de acordo com Baker, uma "irritante diversão", enquanto Cute Kylie tinha shorts cor de violeta e um sutiã. A roupa original era azul, mas rapidamente foi mudado devido a problemas de blue screen. A roupa para Indie Kylie, a qual eram calças vermelhas com uma camisa de gola alta, foi inspirada pelos filmes da Star Trek que eram auxiliados pelo designer de moda britânico, Pellicano.
Frances Whiting, do Sunday Mail, discutiu sobre o videoclipe com Minogue, que mencionou que o vídeo foi um caminho "divertido" para retratar suas imagens na mídia ao longo de sua carreira. Em relação a sua fase Indie Kylie, a cantora comentou: "Eu não me importo de ser rotulada [como] Indie Kylie, eu tive tantos rótulos, mas os rótulos são um pouco bobos porque eu sou muitas coisas, tudo o que somos". O conceito para o vídeo foi criado por Romanhi depois deste descobrir vários artigos e revistas de Minogue entre os anos 80 e do início para os meados dos anos 90, junto com sua influência pelo filme americano Usual Suspects, mas Minogue estava cética em relação ao resultado final. Em uma entrevista com a MTV australiana, Minogue revelou que o vídeo foi baseado em sua vida como uma celebridade, declarando:
| “ | Basicamente nós estavamos rindo sobre um monte de diferentes artigos que foram aparecendo naquele tempo em diferentes revistas e jornais, e eles estavam falando sobre "Pop Kylie, Dance Kylie, Sex Kylie" e, você sabe, com cada lançamento diferente de um single eles diriam 'O que Kylie é agora?' e isso foi apenas tornando-se uma piada. Então, ele, Petro, astuciosamente pegou isso e disse que deveríamos fazer um vídeo com todas as diferentes "Kylies", com o que eu fiquei mais do que feliz, porque ele falava do óbvio e [iríamos] rir ao mesmo tempo. | ” |

### Sinopse e recepção

Indie Kylie, Dance Kylie, Sex Kylie e Cute Kylie no vídeo.

Os personagens são Sex Kylie, Cute Kylie, Indie Kylie e Dance Kylie, os quais contribuiram para a imagem de Minogue durante sua carreira. A artista comentou que a gravação demorou "mais do que o esperado", porque Romanhi queria o resultado fosse "preciso". Embora Minogue disse que Indie Kylie foi a vencedora da batalha, ela sentiu que Cute Kylie representava ela mesma do que as outras três personagens. O vídeo abre com Sex Kylie cantando e Cute Kylie a empurrando. Indie Kylie aparece, com Dance Kylie ficando na frente desta. Durante o vídeo, todas as quatro personagens brigam e xingam umas as outras. O vídeo termina com Cute Kylie segurando um taco de basebol, declarando que ela foi a vencedora de todas as quatro. Apesar do final do vídeo e Minogue comentar que Cute Kylie se divertiu mais no vídeo, Minogue disse que Indie Kylie foi a vencedora.
O vídeo teve uma recepção positiva dos críticos, e ganhou o prêmio australiano do MTV Video Music Awards de 1998. Erika Brooks Adickman, da Idolator, disse que "o irônico vídeo tinha o ícone pop reconhecendo todas as maneiras as quais ela se reinventou ao longo dos anos". O website americano BuzzFeed hospedou uma enquete para leitores online votarem no melhor personagem do vídeo de "Did It Again". Como resultado, Indie Kylie venceu com 36% dos votos, enquanto Cute Kylie teve 26%, Dance Kylie teve 20% e Sex Kylie, 18%. Durante uma entrevista que Minogue deu para a revista Jetstar Airways, o jornalista Simon Price declarou que as quatro "diferentes Kylies" foram "brilhantemente" satirizadas no vídeo. As roupas utilizadas no vídeo, juntamente com acessórios que abrangem a carreira de Minogue, foram parte de uma exibição no National Portrait Gallery na Austrália, durante maio de 2005; estas também foram expostas em outra exibição com mesmo tema em fevereiro de 2007. Um desenho com as quatro Kylies juntas foi feito por Jill Lamarina e adicionado ao livro de banda desenhada Female Force: Kylie Minogue, publicado pela Bluewater Comics.
O teórico da mídia Lee Barron, autor da Social Theory in Popular Culture, discutiu o período de Impossible Princess e declarou: "A fase Impossible Princess representa um período de sucesso comercial diminuído, marcando o momento em que Minogue conscientemente começou a se envolver em uma consciência lúdica da construção de sua imagem e referencialidade... Isto foi inequivocamente manifestado no vídeo promocional de 'Did It Again'", que contou com quatro Kylies, cada uma definida pelos rótulos que a mídia criou para ela". Barron sentiu que nenhuma das personagens do vídeo ganhava, mas sim culminaram na "construção de uma inteiramente nova", e concluiu: "Porque, embora Minogue foi, neste momento, reflexivamente aludida a sua progressão de identidade retalhada, 'Indie Kylie' não brilhou com um público que compra gravações mais amplo, e consequentemente, 'Indie Kylie' foi descartada para 'Camp Kylie'"; este último citado foi um rótulo da mídia para seus esforços durante a era Light Years (2000).

## Apresentações ao vivo e outros usos
Minogue apresentou "Did It Again" no The National Lottery Live, ainda apresentando a faixa juntamente com "Some Kind of Bliss" e "I Don't Need Anyone" durante uma performance na MTV em 4 de outubro de 1997. Em turnês, Minogue incluiu a obra somente na turnê Intimate and Live Tour, feita em 1998. Sendo incluída no quarto ato e sendo a primeira música deste, a cantora se apresentava com blusa e calça azuis. As apresentações dos dias 30 de junho e 1° de julho de 1998 no Capitol Theatre em Sydney foram gravadas e apareceram no lançamento em CD e DVD da turnê.
A faixa foi adicionada em vários dos álbuns de compliação de Minogue. Sua primeira aparição foi no CD de 2000 Hits+, lançado pela Deconstruction, e no seu CD de 2001 Confide in Me, que consiste em sua maioria de singles lançados durante seu período na Deconstruction; Heather Phares, da AllMusic, elogiou as faixas incluídas do Impossible Princess, incluindo "Did It Again". Também foi incluído na compliação de 2004 intitulada Artist Collection e, o que inclui a maior parte de sua era Impossible Princess, Ultimate Kylie, distribuído pela Parlophone. A última aparição da faixa foi no primeiro disco do Confide in Me: The Irresistible Kylie, lançado em julho de 2007 pela gravadora independente Music Club. O remix de The Trouser Enthusiasts' Goddess of Contortion e o de Razor n Go apareceu em suas compliações de remixes Mixes e Impossible Remixes, ambos lançados em 1998.

## Créditos
Todo o processo de elaboração de "Did It Again" atribui os seguintes créditos:
- Kylie Minogue: vocais, composição, produção vocal
- Steve Anderson: composição, guitarra, órgão Hammond
- David Seaman: composição, guitarra
- Greg Bones: guitarra
- Alan Bremner: engenheiro, produção de mixagem
- Paul Wright: engenheiro
- Stephane Sednaoui: fotógrafo, designer
- Farrow Design: designer da capa

## Faixas e formatos
| Primeiro CD single |                                        |         |  |
| N.º                | Título                                 | Duração |  |
| 1.                 | "Did It Again" (versão single)         | 4:15    |  |
| 2.                 | "Tears"                                | 4:27    |  |
| 3.                 | "Did It Again" (Did It Four Times mix) | 5:49    |  |
| 4.                 | "Some Kind of Bliss" (vídeo musical)   | 3:40    |  |

## Desempenho nas tabelas musicais
"Did It Again" entrou na 21ª posição da ARIA Charts. A faixa alcançou a 15ª colocação, sua melhor posição e colocação nas vinte melhores posições do álbum Impossible Princess. A faixa ficou 17 semanas na parada, se tornando um de seus singles que ficaram nas vinte melhores posições da tabela por mais tempo. A faixa foi certificada ouro pela Australian Recording Industry Association (ARIA) pelas vendas de 35 mil unidades. No Reino Unido, "Did It Again" entrou e teve como melhor posição a 14ª na UK Singles Chart. O single permaneceu nas cem melhores posições por oito semanas e foi o single com melhor posição do álbum, juntamente com "Breathe". Em maio de 2018, a Official Charts Company divulgou os quarenta singles da cantora que mais venderam no Reino Unido, com a faixa ficando na quadragésima posição.
| Tabela musical (1997)          | Melhor posição |
| ------------------------------ | -------------- |
| Austrália (ARIA Charts)        | 15             |
| Reino Unido (UK Singles Chart) | 14             |

| País (Empresa)   | Certificação |
| ---------------- | ------------ |
| Austrália (ARIA) | Ouro         |